# Épernon

Épernon este o comună în departamentul Eure-et-Loir, Franța. În 1 ianuarie 2022 avea o populație de 5.509 de locuitori.